# Холотропное дыхание
Холотро́пное дыха́ние (ХД) (англ. holotropic breathing, от др.-греч. ὅλος «целый» и τρόπος «направление, способ») — метод трансперсональной психотерапии, заключающийся в гипервентиляции лёгких за счёт учащённого дыхания. В результате вымывается СО2 из крови, сосуды мозга сужаются, начинается торможение коры головного мозга и активируется подкорка, что вызывает чувство эйфории, галлюцинации, изменённое состояние сознания и, по мнению сторонников метода, переживания, вытесненные в подсознание. Также наблюдается увеличение pH в крови, наступает респираторный алкалоз.
Этот метод был разработан американским психологом чешского происхождения Станиславом Грофом и его женой Кристиной в 1970-е годы в качестве замены запрещённому ЛСД. Однако аналоги холотропному дыханию существовали в разных культурах мира на протяжении тысячелетий, например пранаяма в йоге, которую используют практикующие для входа в медитативное состояние сознания и достижения самадхи. Использование аналогичных методов вне предлагаемого для холотропного дыхания терапевтического применения — для получения удовольствия и галлюцинаций — является одной из разновидностей игр с асфиксией.
Данная методика широко критикуется среди специалистов за её опасность для мозга (из-за гипоксии отмирают нервные клетки), а также за её претензии на связь с реальным опытом рождения. По мнению С. Степанова, ведущий группы холотропного дыхания сам навязывает практикующим ассоциации с опытом рождения, из-за которых у практикующих и возникают переживания этого типа.

## История
Станислав Гроф, будучи психиатром и психоаналитиком, стал проводить исследовательскую деятельность с ЛСД в середине 50-х годов. Довольно быстро он убедился в большом психотерапевтическом эффекте психоделических сессий. Продолжая свои исследования, Гроф столкнулся с необходимостью пересмотра фрейдистской модели психики, в которой он был воспитан, и построения новой картографии сознания для описания эффектов, возникающих во время психоделических сеансов. Создав такую модель, он описал её в своих многочисленных трудах. Когда закрывались эксперименты с психоактивными веществами (ПАВ), Гроф стал искать технику, подобную по терапевтическому воздействию. И в 1975 году, вместе с Кристиной Гроф, открыл и зарегистрировал дыхательную технику, которую назвал «холотропное дыхание».

## Станислав Гроф и Кристина Гроф
В 1973 году доктор Гроф был приглашён в Институт Эсален в Биг-Сюре, Калифорния, где жил до 1987 года, занимаясь писательской работой, проводя лекции, семинары, включая семинары, на которые им приглашались специалисты из различных научных и духовных направлений. Работая в Эсалене, Станислав и Кристина Гроф занимались разработкой техники холотропного дыхания. На фоне запрета на использование психоактивных веществ в психотерапевтических целях Станислав и Кристина Гроф использовали в своей работе интенсивное дыхание. Прототипом дыхательной техники С. и К. Гроф были способы дыхания, существовавшие в различных духовных практиках, а также дыхание наподобие наблюдавшегося у пациентов во время психоделической сессии в случае, если проблема не была проработана до конца и пациенты начинали спонтанно и интенсивно дышать. Подобное дыхание было необходимо, чтобы продолжить оставаться в изменённом (расширенном) состоянии сознания и доработать (разрядить) тот психологический материал, который поднялся из бессознательного и отреагировался в виде симптомов.
Однажды, работая в Эсалене, С. Гроф растянул мышцы спины и не смог как обычно вести процесс терапии. Тогда у Станислава возникла идея разбить группу на пары и проводить не одну, а две дыхательные сессии, в течение которых участники семинара помогают друг другу. Во время первой сессии один человек дышит (холонавт), а второй ему помогает (ситтер, сиделка, помощник), во время второй они меняются местами.

## Воздействие на человека
Теоретическим обоснованием метода является трансперсональная психология и картография бессознательного Станислава Грофа.
Метод, сочетающий в себе такие элементы, как ускоренное дыхание, этническая, ритуальная и трансовая музыка, а также определённые формы работы с телом, порождает целый спектр переживаний, которые наблюдались во время других видов глубинного самоисследования[неизвестный термин].
Сторонники метода утверждают, что переживания, вызываемые при холотропном дыхании, имеют целительный и трансформативный эффект. Они также заявляют о том, что многие холотропные сеансы выводили на поверхность тяжёлые эмоции и неприятные физические ощущения самых разнообразных типов, а полное проявление этих эмоций и ощущений даёт возможность освободить человека от их беспокоящего влияния.

### Физиологический механизм
Психофизиологическое действие холотропного дыхания основано на том, что длительная гипервентиляция приводит к снижению концентрации углекислого газа, которое ведёт к сужению кровеносных сосудов. Гемоглобин начинает прочнее связывать кислород, и красные кровяные тельца менее эффективно передают его тканям — ткани начинают задыхаться от нехватки кислорода. В результате возникает парадоксальное кислородное голодание, из-за которого начинается торможение коры головного мозга, более интенсивно начинает работать подкорка, высвобождая ранее вытесненные из сознания переживания, и практикующий видит галлюцинации.

### Противопоказания к применению
У метода есть ряд противопоказаний:
- Тяжёлые хронические заболевания, в первую очередь сердечно-сосудистые, в фазе декомпенсации;
- Психотические состояния;
- Эпилепсия;
- Глаукома;
- Беременность;
- Остеопороз;
- Недавние операции и переломы;
- Острые инфекционные заболевания.

### Переживания
Феноменологию переживаний, получаемых во время дыхательной сессии, С. Гроф комбинирует в четыре области:
1. Сенсорный барьер (эстетический уровень). Различные зрительные, слуховые образы, не имеющие конкретного содержания (звёздочки, огоньки). Телесные ощущения (холод-тепло, напряжение-расслабление).
2. Уровень индивидуального бессознательного (воспоминания из своего биографического прошлого).
3. Перинатальный уровень. Состоит из 4 так называемых базовых перинатальных матриц (БПМ), в соответствии с периодом родов, который они описывают. БПМ-1 — до начала родов. Абсолютно комфортное существование. Описания Рая. БПМ-2 — начало родов, пока матка ещё не открыта. Сильное сдавливание, безвыходность. БПМ-3 — продолжение сдавливания, но матка уже открыта, поэтому появляется цель, при достижении которой всё становится благополучным. Борьба Смерти-Возрождения. БПМ-4 — рождение в новом качестве.
4. Трансперсональный уровень (надличностный).

Переживания трансперсонального уровня многообразны и имеют свою классификацию:
Выход за пределы пространственных границ:
- переживание двуединства;
- отождествление с другими людьми;
- отождествление с группой и групповое сознание;
- отождествление с животными;
- отождествление с растениями и ботаническими процессами;
- единство с жизнью и всем творением;
- переживание неодушевлённой материи и неорганических процессов;
- планетарное сознание;
- внеземные переживания;
- отождествление со всей физической вселенной;
- парапсихические феномены, выходящие за пределы пространства.

Выход за пределы линейного времени:
- внутриутробные переживания;
- опыт предков;
- опыт расового и коллективного бессознательного;
- переживания прошлых воплощений;
- филогенетические переживания;
- переживания планетарной эволюции;
- переживания космогенеза;
- парапсихические феномены, выходящие за пределы времени.

Физическая интроверсия[неизвестный термин] и сужение сознания. Эмпирический выход за пределы общепринятой реальности и пространства-времени:
- спиритические и медиумические переживания;
- энергетические феномены тонкого тела;
- встречи с духами животных;
- встречи с духовными учителями и сверхчеловеческими существами;
- посещение других вселенных и встречи с их обитателями;
- переживание мифологических и сказочных сюжетов;
- встречи с божествами;
- переживания универсальных архетипов;
- интуитивное понимание универсальных символов;
- творческое вдохновение и прометеевский импульс;
- опыт Демиурга и переживание космического творения;
- опыт космического сознания;
- сверхкосмическая и метакосмическая пустоты.

Психоидные трансперсональные переживания. Синхронные связи между сознанием и материей. Спонтанные психоидные явления:
- сверхнормальные физические способности;
- спиритические феномены и физический медиумизм;
- повторяющийся спонтанный психокинез (полтергейст);
- неопознанные летающие объекты (НЛО-феномены).

Намеренный психокинез:
- ритуальная магия;
- целительство и ведовство;
- сиддхи;
- лабораторный психокинез.

Интеграция материала практических сессий начинается в самом процессе, продолжается через телесно-ориентированную терапию, рисование мандал и обсуждение индивидуальных процессов в группе. Далее интеграция завершается в сновидениях и в обычной жизни. Интеграция материала может занимать до полугода.

## Техника
Холотропное дыхание является более частым и глубоким, чем обычное; как правило, не даётся никаких других специфических инструкций перед сессией или во время сессии, таких например, как скорость, способ или природа дыхания. Опыт всецело является внутренним и большей частью невербальным с минимальным вмешательством во время активного дыхания. Исключения составляют спазмы горла, проблемы потери самоконтроля, сильная боль или страх, препятствующие продолжению сессии, а также прямая просьба дышащего о помощи.
Музыка (или другие формы акустической стимуляции — барабанная дробь, бубны, естественные звуки и т. д.) является целостной частью холотропного процесса. Как правило, выбор музыки поддерживает характерные этапы, отражающие наиболее общие черты разворачивания холотропного опыта: в начале она побуждающая и стимулирующая, затем она становится всё более и более драматической и динамичной, а затем выражает прорыв. После кульминации музыка постепенно становится всё более спокойной и в конце — мирной, текучей, медитативной.
Процесс проходит в парах «сиделка-холонавт». Обычно за один день проводится 2 дыхательных сессии. В одной сессии участник выступает в роли дышащего, в другой — в роли сиделки.
Длительность процесса зависит от квалификации ведущего, разогрева, качественного и количественного состава группы.
В среднем процесс заканчивается естественным образом в течение полутора-двух часов. В случае наличия признаков незавершённости процесса проводится дополнительная фокусированная работа с телом. Завершается сессия рисованием мандал и групповым проговором (шеринг).

## Критика
Холотропное дыхание подвергается значительной критике. В частности, некоторые исследователи ставят под сомнение методику холотропного дыхания как таковую. Не отрицая наличия необычных (по большей части галлюциногенных) образов и состояний, возникающих под действием гипервентиляции, под сомнение ставится наличие какой-либо связи с реальной ситуацией рождения. Согласно этой точке зрения, ведущий группы холотропного дыхания (а обучение технике проходит только в групповых формах) оказывает воздействие на участников, в результате чего их состояния возникают не сами по себе, а моделируются извне.
В штатах Колорадо и Северной Каролине законодательно запрещено использование близкого к холотропному дыханию метода — «ребёфинга», после трагического случая, который произошёл с 10-летней Кэндейс Ньюмейкер (англ. Candace Newmaker), умершей в апреле 2000 года во время радикальной ребёфинг-терапии (не имевшей прямого отношения к традиционному дыхательному методу ребёфинга); после этого случая «ортодоксальные» ребёфинг-практики стали называться Rebirthing Breathwork, чтобы дистанцироваться от маргинальных методов. Критики методов лечения, пытающихся воспроизвести процесс рождения, точно определили по меньшей мере пять случаев, в которых дети умерли от этих методов.
Также противником глубокого дыхания являлся при жизни к. м. н. К. П. Бутейко, обосновывающий вред от глубокого дыхания. Одним из доводов, приводимых им против холотропного дыхания, является тот факт, что гипервентиляция, как эффект холотропного дыхания, приводит к вымыванию СО2 из крови и, как следствие, к сужению сосудов головного мозга, что, в свою очередь, ведёт к деградации нервных клеток мозга и их отмиранию.
Согласно этой точке зрения, холотропное дыхание ведёт не к развитию, а, наоборот, к ухудшению работы мозга. Метод Бутейко предназначен для больных астмой (то есть с хронической гипервентиляцией, которая превышает норму в 2-3 раза), при этом у людей с нормальным дыханием применение метода приводит к кардинально противоположным результатам — снижению уровня О2 и увеличению уровня СО2 в крови, что также приводит к негативным последствиям.